# Gottlob Ludwig Rabenhorst
Gottlob Ludwig Rabenhorst, född den 22 mars 1806 i Treuenbrietzen (Brandenburg), död den 24 april 1881 i Meissen, var en tysk botanist.
Rabenhorst var apotekare, men levde från 1840 som privatlärd och ivrig skriftställare i Dresden och från 1875 i Meissen. Han blev filosofie doktor 1841 och vann ryktbarhet för sina stora kryptogamverk samt ännu mer för sina omfångsrika exsickatverk. 
Bland hans skrifter kan nämnas: Flora lusatica (2 band, 1839-40), Deutschlands Kryptogamenflora (2 band, 1844-48; ny upplaga 1881, 16 band), Kryptogamenflora von Sachsen (2 band, 1863-70), Flora europaea algarum etc. (1864-68), Mycologia europaea (1869-82), varjämte Rabenhorst uppsatte tidskriften "Hedwigia" 1852, som han utgav till och med 1879. 
Den största betydelse för kryptogamforskningen ha Rabenhorsts exsickat (1843 ff.), omfattande alla kryptogamgrupper och innehållande nära 6 000 nummer. Auktorsnamnet Rabenh. kan användas för Gottlob Ludwig Rabenhorst i samband med ett vetenskapligt namn inom botaniken; se Wikipediaartiklar som länkar till auktorsnamnet.